# دينيس هينتون
دينيس هينتون (بالإنجليزية: Denis Hinton)‏ هو سياسي أسترالي، ولد في 4 ديسمبر 1939 في برث في أستراليا. حزبياً، نشط في الحزب الوطني الأسترالي في كوينزلاند ‏. وقد انتخب عضو المجلس التشريعي ولاية كوينزلاند.